# Снікери

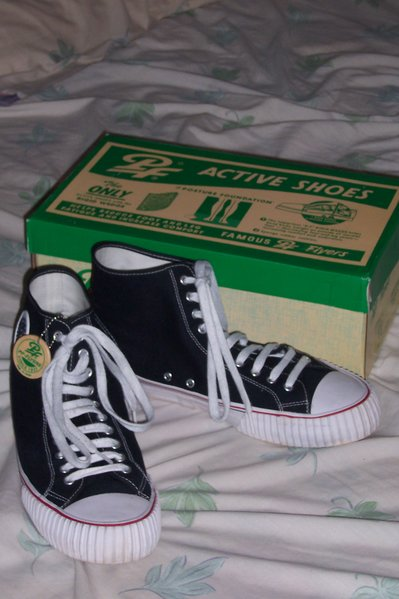

Снікери, снікерси (англ. sneakers, від to sneak — «крастися») — підвид спортивного взуття, проміжний формат між кросівками та кедами, що отримав свою назву через можливість безшумного пересування в цьому взутті з гумовою підошвою.
Вони, як правило, мають досить товсту плоску підошву з масивним верхом. Снікери є невід'ємною частиною вуличної моди і вже не розглядаються як спортивне взуття.
Снікери завжди мали відношення до музики і субкультур, заснованих на музичних стилях і напрямках. Розквіт популярності даного взуття спостерігається на початку 70-х років ХХ століття[джерело?]. До 90-их років снікери вже міцно увійшли в стріт-культуру і стали символом таких субкультур, як хіп-хоп (hip-hop) і хардкор (hardcore). Так, у різні роки різні моделі снікерів бажали панки, хіпхопери, репери і так звані трешери.
До снікерсів можна віднести все баскетбольне і скейтерське взуття 60-80-х років, тенісні капці, а також повсякденні моделі кросівок від відомих світових брендів, в тому числі і люксових.
Багато фактів[джерело?] говорять про те, що снікери називали і найперше спортивне взуття, створене Аді Дасслером.

## Історія снікерів
Історія снікерів почалася в 19 столітті[джерело?]. У ті часи люди носили взуття з гумовою підошвою, яка називалася «плімзоли». У 1892 році Маркус Конверс відкриває свою власну фабрику Converse з виробництва гумового взуття. До 1915 року фабрика набирає популярність і починає виробляти взуття для тенісу. У 1917 році на світ з'являється одна з найпопулярніших моделей баскетбольних кросівок — Converse All-Star. У тому ж році кросівки іменуються снікерами, тому що людина, що ходить в них, пересувався вкрай безшумно.

## Види снікери
Існує декілька видів снікерів:
- Баскетбольні
- Тенісні
- Бігові
- Тренувальні
- скейтові

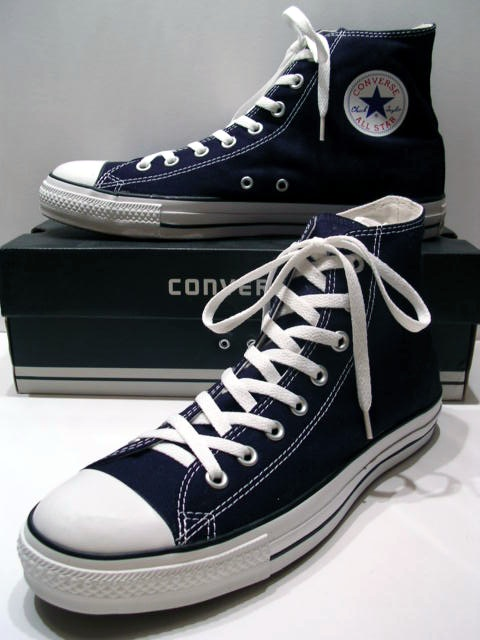
Високі
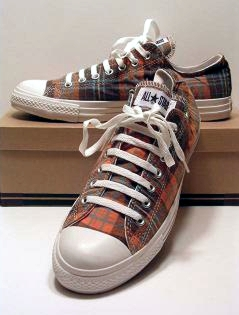
Низькі
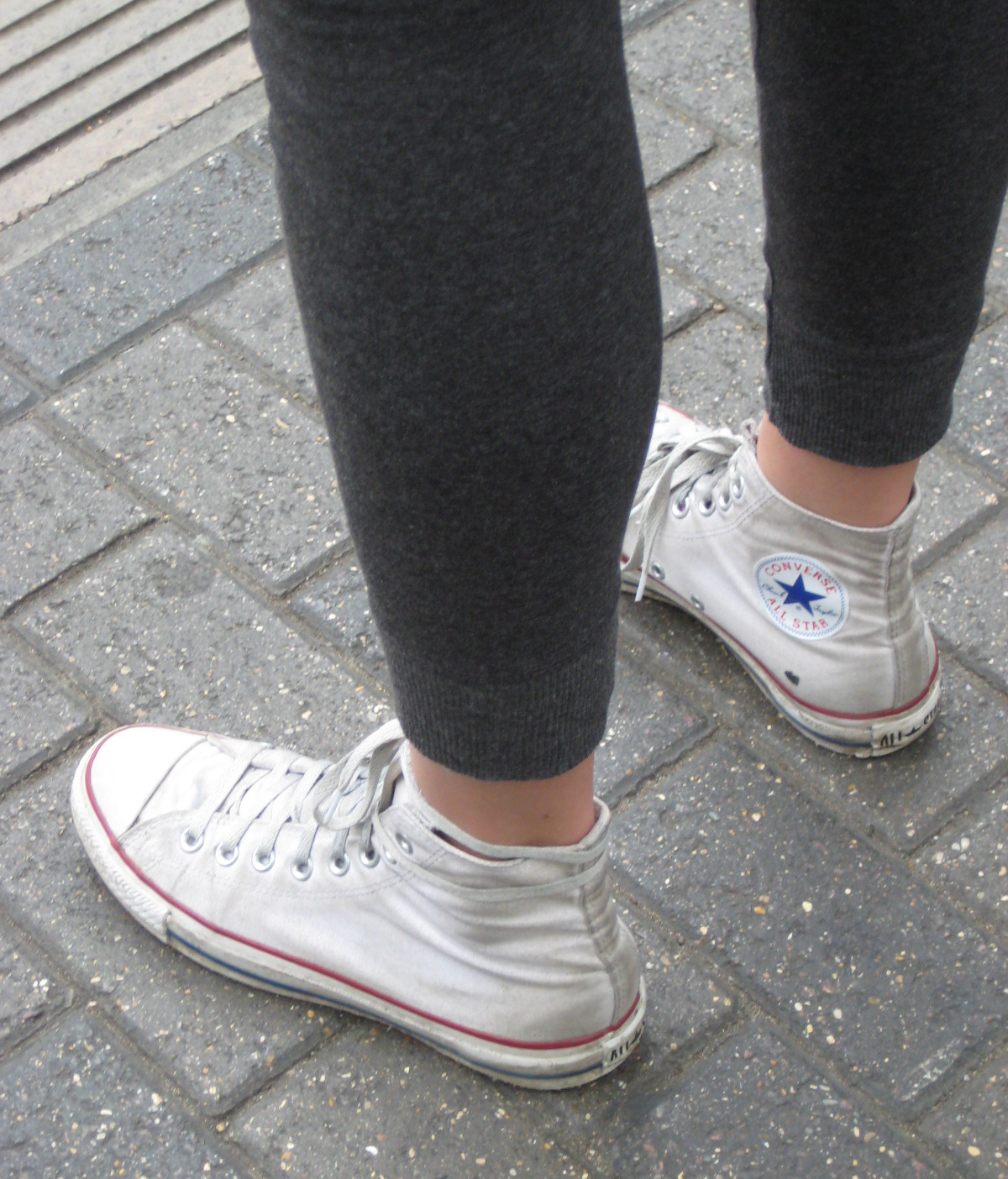
Середні
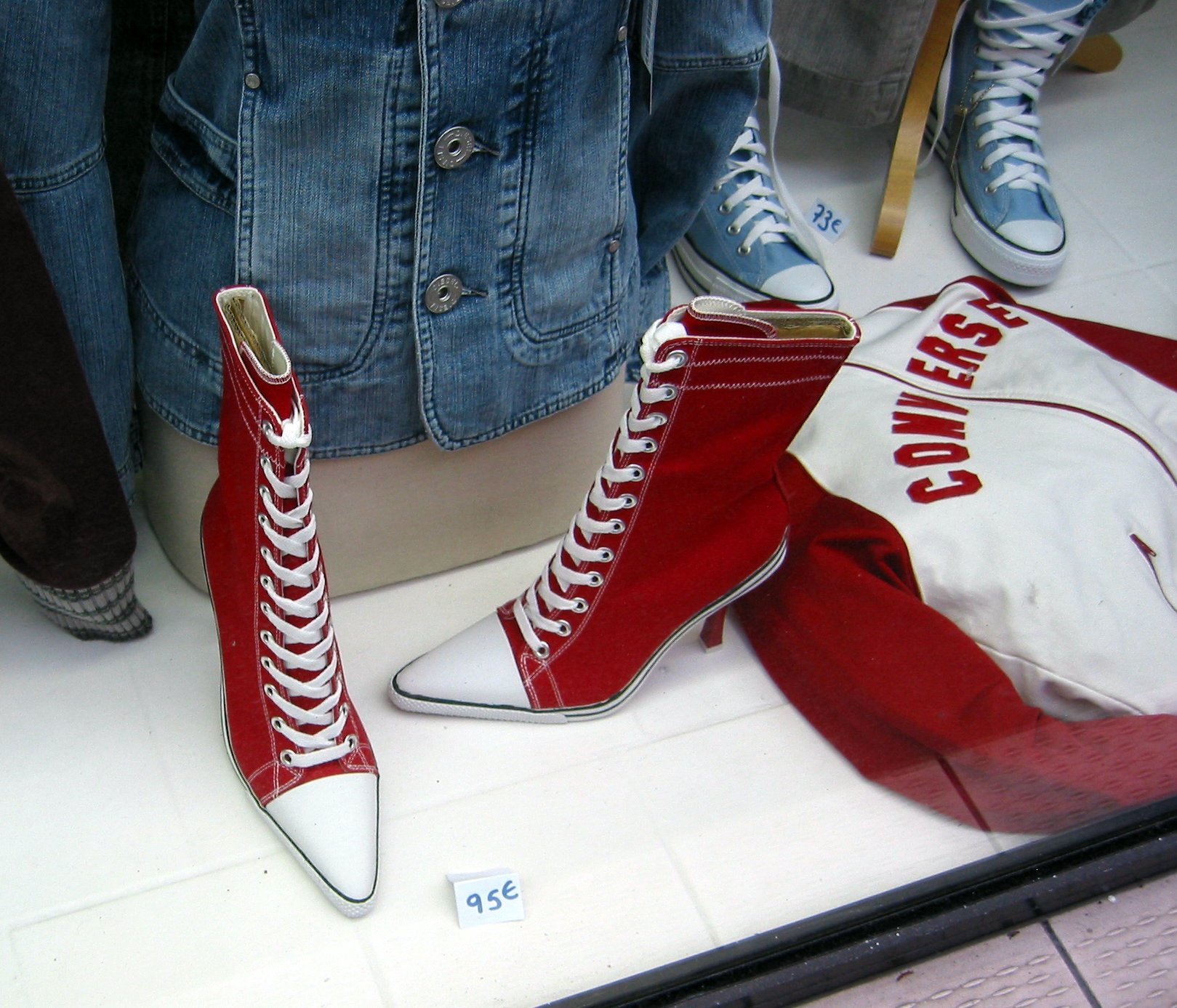
Чоботи

## Світова популярність
В наш час снікери є частиною вуличного стилю. Їх виробляють провідні світові бренди, з'являється поняття під назвою «снікер-культура». У 2002 році запускається австралійський журнал «Sneaker Freaker». Проводиться величезна кількість заходів, присвячених «снікер-культурі», одне з них — Faces & Laces.